# 熱傷後瘢痕部掻痒感
熱傷後瘢痕部掻痒感（）とは、やけどしたあとの傷痕に生じる強いかゆみである。
このかゆみは大変強く、人によっては不眠になったり、寝ている間かきすぎてシーツが血まみれになっていることもある。
この苦痛を軽減するにはクロルフェニラミンマレイン酸、塩酸フェキソフェナジン、塩酸セチリジンなどの外用薬があるが、特効性はない。ヨモギローションを使用して効果があるとする文献もある。
掻痒感の期間は人にもよるが、およそ1年から2年の間である。
対策としては、清拭、ステロイド外用薬塗布、包帯の上からたたくなどがある。もっとも効果的なのはかゆみを気にしないように、肉体的キュアのみならず精神的ケアを重視することである。